# 雙角樹鬚魚
雙角樹鬚魚為輻鰭魚綱鮟鱇目棘茄魚亞目鬚角鮟鱇科的其中一種，發現於西北大西洋及東南印度洋海域，屬深海魚類，棲息深度620-1220公尺，雌魚體長可達18.5公分，雄魚體長可達3公分，屬肉食性，雄魚寄生在雌魚身上。

## 擴展閱讀
維基物種上的相關：雙角樹鬚魚